# Cerastis juncta
Cerastis juncta là một loài bướm đêm trong họ Noctuidae.